# افسونگر (فیلم ۱۳۹۲)
افسونگر فیلمی به کارگردانی و نویسندگی حسین تبریزی و تهیه‌کنندگی سید مسعود اطیابی محصول سال ۱۳۹۲ است.
این فیلم در تاریخ ۲۷ بهمن ۱۳۹۵ در سینماهای ایران اکران شده است.

## خلاصه داستان
شایان وکیل‌مدافعی که در اکثر پرونده‌های قضایی پیروز است، در آخرین پرونده‌اش سعی دارد موضوع را پیچیده‌تر کرده تا منافع بیش‌تری به دست آورد اما با ورود رؤیا که به عقد موقت شایان درآمده، اتفاقاتی در زندگی خصوصی‌اش می‌افتد که او را دچار دوگانگی کرده و اعتبار کار و زندگی‌اش در مرز فروپاشی قرار می‌گیرد.

## بازیگران
- شقایق فراهانی
- پژمان بازغی
- لیلا اوتادی
- تیرداد کیایی
- نیلوفر شهیدی
- نگار فروزنده
- سیاوش تهمورث
- نعیمه نظام‌دوست
- سعید داخ
- امیر نوری
- داوود شیرعلی
- مرجان علوی